# Po Toi
Po Toi (popularnie 蒲台島, właściwie 蒲苔島) – główna wyspa grupy o tej samej nazwie, leżącej w Hongkongu i mającej powierzchnię 3,69 km².
Najdalej na południe wysunięta wyspa Hongkongu słynie ze znajdujących się na niej formacji skalnych, takich jak skała „Ręka Buddy” (佛手巖), „Skała Trumienna” (棺材石), czy „Żółw wspinający się na górę” (靈龜上山). „Pustynny dwór rodziny Mo” (巫氏廢宅), zwykle opisywany jako dom myśliwski, to miejsce popularne wśród młodych turystów – poszukiwaczy przygód. Wyspa jest także uważana za idealne miejsce do obserwacji astronomicznych.
Pierwotna nazwa wyspy pochodzi według miejscowych podań od nazwy morskiej rośliny, odmiany algi, z której wyplatano rodzaj otoman używanych przez mnichów do siedzenia. Nazwa obecna jest jej zniekształconą formą.
Prehistoryczne petroglify na skałach wyspy liczą sobie około 2000 lat i zostały ogłoszone monumentem narodowym Hongkongu.

## Transport
Na wyspę można się dostać prywatnym promem lub typową dla Hongkongu taksówką wodną. Popularne są połączenia promowe z Aberdeen, Stanley, North Point oraz Kwun Tong.